# Krisiun
Krisiun je brazilská deathmetalová kapela z města Ijuí založená v roce 1990 třemi bratry: kytaristou Moysesem Kolesnem, bubeníkem Maxem Kolesnem a zpěvákem a baskytaristou Alexem Camargem (Alex nosí matčino dívčí příjmení). Hudebníci pojmenovali svou kapelu podle měsíčního moře Mare Crisium (Moře nepokojů).
Debutové studiové album s názvem Black Force Domain vyšlo v roce 1995.

## Diskografie
Dema
- Curse of the Evil One (1990)
- Mortal Toxic (1991)
- The Plague (1992)
- Advance Tape 98 (1998)

Studiová alba
- Black Force Domain (1995)
- Apocalyptic Revelation (1998)
- Conquerors of Armageddon (2000)
- Ageless Venomous (2001)
- Works of Carnage (2003)
- AssassiNation (2006)
- Southern Storm (2008)
- The Great Execution (2011)
- Forged in Fury (2015)
- Scourge of the Enthroned (2018)
- Mortem Solis (2022)

EP
- Unmerciful Order (1994)
- Bloodshed (2004)

Kompilační alba
- Arise from Blackness (2012)

Živá alba
- Krisiun no Estúdio Showlivre (2016)

Split nahrávky
- Curse of the Evil One / In Between the Truth (1993) – split 12" vinyl s kapelou Violent Hate
- Rises from Black / Harmony Dies (1993) – split 7" vinyl s německou kapelou Harmony Dies
- Scar Culture / Krisiun (2001) – split audiokazeta s americkou kapelou Scar Culture

Samplery
- Shattering the Barriers (2000) – sampler Century Media Records spolešně s kapelami Sentenced, Old Man's Child a Shadows Fall

## Videografie
DVD
- Live Armageddon (2005)
- Live at Visions of Rock (2015) – split DVD s kapelami Metacrose a Cangaço